# August Theodor Kirsch junior
August Theodor Maria Josef Kirsch (* 7. Mai 1902 in Wien; † 17. Oktober 1959 ebenda) war ein österreichischer Zeitungsherausgeber. 

## Leben
Er war der Sohn von August Theodor Kirsch senior und Anna Kirsch (* 19. Juni 1877 als Anna Katzmayer). Er hatte zwei Schwestern: Marianne (verheiratete Polsterer) und Sissi.
Nach dem Tod des Vaters im Februar 1931 übernahm Kirsch junior die Herausgeberschaft des Neuigkeits-Weltblattes und baute in der Folge das ererbte Presseunternehmen katholischer Richtung geschickt aus. Kirsch gehörte einerseits zu den prononciertesten Befürwortern des autoritären Ständestaats und galt als Vertrauter von Engelbert Dollfuß und Kurt Schuschnigg, es gelang ihm aber auch, sich als einziger privater Zeitungsherausgeber in Wien nach dem „Anschluss“ zu halten und andererseits auch nach dem Ende des Zweiten Weltkriegs seine Position als hoch geehrter Funktionär des österreichischen Pressewesens wieder zu gewinnen. Ab dem 6. April 1938 führte das Flaggschiff von Kirschs Pressekonzern, das Neuigkeits-Welt-Blatt, den Untertitel „Älteste arische Tageszeitung Wiens“.
Die Pressepolitik des NS-Regimes zeigte am österreichischen Zeitungsmarkt bald deutliche Auswirkungen. Bereits 1940 war August Theodor Kirsch der einzige Privatverleger einer Zeitung im früheren Österreich. Als Gründe für diese privilegierte Sonderstellung gelten Kirschs schon vor 1938 antisemitische Grundhaltung und die ansonsten eher apolitische Orientierung seiner Blätter. Kirsch junior war dem NS-Regime zwar auch wegen seiner aktiven Mitgliedschaft bei der „Österreichischen Leo Gesellschaft“, einem 1892 gegründeten und 1938 aufgelösten, nach Papst Leo XII. benannten katholischen Bildungsverein suspekt. Kirschs Verankerung in katholischen Institutionen dürfte für seinen Wiederaufstieg nach 1945 maßgeblich gewesen sein.
Ein äußerst kritischer Artikel vom 6. Oktober 1945 in der Tageszeitung „Neues Österreich“ führte zwar zu Kirschs Verhaftung. Kurz nach den ersten Nationalratswahlen am 25. November 1945 konnte Kirsch aber mit Unterstützung der ÖVP seine Karriere als Druckereibesitzer und Zeitungsherausgeber fortsetzen. Am 4. Jänner 1946 erhielt er die Genehmigung, die beiden Blätter „Illustrierte Wochenschau“ und „Illustrierte Romanzeitung“ wieder herausgeben zu dürfen. Kommerzialrat Kirschs auflagenstarke Wochenblätter spielten in den 1950er Jahren eine bedeutende Rolle am österreichischen Medienmarkt, 1954 wurde Kirsch Mitglied des 1946 gegründeten Verbandes österreichischer Zeitungen (VÖZ), 1956 Vorsitzender der Sektion Wochenzeitungen.